# Двопаливний двигун
Двопаливний двигун — це двигун внутрішнього згоряння, який може використовувати два типи палива, а  багатопаливний двигун - двигун, який може використовувати більше двох палив.
Дизельні двигуни, за своїм характером, є двопаливними, оскільки вони можуть використовувати петродизель та біодизель, хоча багато двигунів можуть мати проблеми з надійністю з високою часткою біодизеля.
Вибухові двигуни, крім бензину, можуть використовувати паливо, такі як стиснутий природний газ, зріджений нафтовий газ, етанол або водень.